# Aequidens diadema
Aequidens diadema es una especie de peces de la familia Cichlidae en el orden de los Perciformes.

## Morfología
Los machos pueden llegar alcanzar los 11,8 cm de longitud total.

## Distribución geográfica
Se encuentran en Sudamérica: ríos  Amazonas y Orinoco.  